# Cantonul Roura
Cantonul Roura este un canton din arondismentul Cayenne, departamentul Guyana Franceză, regiunea Guyana Franceză, Franța.

## Comune
- Roura